# 尿毒症
尿毒症（英語：Uremia）指腎衰竭使蛋白質消化後產物、尿素等身體廢棄物無法排出，滯留體內產生的中毒現象。

## 病因
可歸為三方面：
1.腎前性因子：如心臟衰竭，血管內水份容積不足等因素造成。
2.腎性因子：如：腎毒物質造成腎臟細胞壞死或纖維化，腎絲球腎炎，或有一些全身性疾患，如高血壓、糖尿病控制不良造成腎臟硬化或糖尿病腎病變。另外，全身性的血管炎有時也會侵犯腎絲球，造成腎絲球發炎，引發尿毒症。
3.腎後性因子：泌尿道阻塞。可能原因為尿道結石或泌尿道腫瘤等因素造成。

## 症狀
尿異常、浮腫、容易疲累、夜間失眠、抽筋或肌肉顫動、頭痛、貧血、嘔吐、便秘或腹瀉、血壓升高、皮膚乾燥發癢、視力減退、口舌乾燥、口臭、口腔潰傷、無味覺、食慾不振、昏迷、酸中毒...等

## 治療
1. 根治病因：尿管結石造成的尿毒症，除去結石就可治癒；腎炎引起的則用類固醇等藥物治療；電解質不平衡引起，視情況輸血或打營養針。癒後只要小心不再復發，腎功能都可回升，甚至有機會恢復正常。
2. 慢性病引起的尿毒症：控制來源疾病並注意飲食，維持體內電解質平衡，並小心感染，可以控制不再惡化。
3. 腎移植
4. 人工透析：俗稱洗腎，是將血中有害物質用人工方法排出體外。

‧腹膜透析法：利用患者的腹膜，和灌流液接觸後，利用擴散、傳導及濃度差去除有害物質和體內多餘水分。
‧血液透析法：將體內血液用導管送到人工腎臟，用濾膜去除血中有害物質再迴流體內。